# Универзитет ИТМО
Универзитет ИТМО ( рус. Университет ИТМО   ) је државни универзитет у Санкт Петербургу и један је од руских националних истраживачких универзитета. Универзитет ИТМО је један од 15 руских универзитета које је Влада Руске Федерације одабрала за учешће у Руском пројекту академске изврсности 5-100 како би побољшала свој међународни положај међу светским истраживачким и образовним центрима.
У 2022. години, универзитет је рангиран на 365. месту у свету према КС Ворлд Университи Ранкингс-у, а на 601. на Светском ранг-листи универзитета од стране Тимес Хигхер Едуцатион-а. Године 2021. био је рангиран на 718. месту на ранг листи најбољих глобалних универзитета од стране УС Невс &amp; Ворлд Репорт, и на 901. на Академској ранг листи светских универзитета од стране Шангајског универзитета Јиао Тонг.
Истраживачки приоритети Универзитета ИТМО су концентрисани на информационе и фотонске технологије. Универзитет се састоји од четири главне школе, 14 факултета и низа института и истраживачких центара. Од 2020. године укупан број студената је био преко 12.500, од којих су 2.450 били страни држављани. У 2014. години, универзитет је запошљавао 1.163 инструктора, укључујући преко 800 доктора наука. Многи њени чланови особља и истраживачи добили су владине награде и звања „почасног научног радника“, највише у Русији. Владимир Васиљев је ректор универзитета од 1996. године.

## Историја
Рођењем универзитета се сматра 26. март 1900. године, када је у Струковној школи кнеза Николе отворен Одсек за механику, оптику и часовничарство . У то време то је била једина школа у Руској империји која је припремала стручњаке за ове области. Прве године је пристигло око 65 пријава за 30 места. Осамнаест ученика примљено је на часовничарске а 18 на механику и оптику.

### 1917 – 1941
1917. године Одсек за механику, оптику и часовничарство постаје самостална јединица - Петроградска техничка школа за механику, оптику и часовничарство . Његов директор постао је Норберт Болеславович Заводски. Године 1920. већина његових одељења је трансформисана у Петроградски колеџ за фину механику и оптику (касније - Лењинград). Општине су за то доделиле зграду у Демидовом переулоку (Переулок Гривцова). Производни погони колеџа правили су разне сложене оптичке и финомеханичке производе. Овде је 1931. године дипломирала прва група инжењера инструмената у СССР-у.
Године 1930. колеџ је трансформисан у Лењинградски центар за обуку, а 1933. године Лењинградски институт за фину механику и оптику (ЛИФМО) је постао посебан колеџ. У Катедри за технологије оптичког стакла основана је њена прва истраживачка лабораторија. Захваљујући истраживањима овде, СССР је могао да се извуче од увоза скупих страних абразива .
Године 1937. ЛИТМО је отворио прву у СССР лабораторију за рачунске машине која је касније трансформисана у Одељење за математичке и рачунарске уређаје. До јесени 1939. постао је један од најбољих одељења института и фокусирао се на развој електромеханичких рачунарских уређаја и управљачких уређаја. До 1940. године имала је преко 1400 студената и запошљавала 27 професора као и 80 ванредних професора и доктора наука.

### 1941 – 1945
Почетком Другог светског рата 189 ученика и 85 чланова особља отишло је на прве редове, док је преко 450 приступило Народној милицији. Настава је настављена и тек крајем 1942. године ученици и инструктори су евакуисани у град Черапаново од стране Новосибирска.
Током опсаде Лењинграда, ЛИФМО је наставио да ради на војном ремонтном постројењу за Лењинградски фронт. Израђивао је инструменте за испитивање и мерење за јединице војске и морнарице. Током опсаде, објекат је развио побољшане оптичке нишане, фиксне артиљеријске двогледе, панораме топова, противавионске нишанске телескопе, перископе, машинске „шаше“ за противавионске гранате и делове за копнене и морске мине.
Након укидања опсаде, документ о реевакуацији потписан је 10. августа 1944. године. Ученици и инструктори су се вратили у град, а настава је поново почела тог октобра.

### 1945 – 1992
Универзитет је почео да се активно развија након рата. У јесен 1945. године отвара нови факултет – Електроинструментацију, који је убрзо реорганизован у Радиотехнику. Овде је основан Одсек за квантну радио електронику, који је почео да обучава специјалисте у овој области. Одсек за инжењерску физику овде је основан 1946. године. Са овог одсека 1954. године дипломирао је др Јуриј Денисјук, будући научник, аутор открића у холографији и добитник државне награде.
1956. године истраживачи Одељења за рачунарске уређаје почели су да раде на првој рачунској машини „ЛИТМО-1” која је завршена 1958. године. Урадио је бинарне инжењерске прорачуне, али су подаци унети и резултати су представљени у познатом децималном систему. Лабораторија за ласерске технологије отворена је 1960-их. Зграда у Саблинској улици, која је сада главни кампус, изграђена је 1970-их. У наредној деценији почело је истраживање микропроцесорске технологије и отварање Интердисциплинарног института за напредне студије за обуку професионалаца у производњи у новим областима инжењерства и технологије.

### 1992 – данас
ЛИФМО је 1992. године постао Институт за фину механику и оптику Санкт Петербурга, а 1994. године стекао је статус универзитета. Факултет рачунарских технологија и контрола отворен је 1994. године.
Институт је 1994. године био иницијатор и кључни програмер РУННЕТ-а, ИП мреже која обједињује све велике истраживачке и образовне центре у Русији. Рад је надгледао др Васиљев. Институт је поставио сателитске антене „Руска дуга“, изнајмљене од војске, на друге универзитете. 1995. године основан је истраживачки центар „Компјутерска оптика“. Године 2003. институт је преименован у Санкт Петербургски државни универзитет информационих технологија, механике и оптике .
У структуру ИТМО додата је Академија за методе и технологије управљања (ЛИМТУ), као и Интердисциплинарни институт за стручно усавршавање у новим областима науке и технологије и Државни научни центар рачунарских телекомуникационих мрежа високог образовања, а затим и Висока школа из Санкт Петербурга. Израда поморских инструмената, Санкт Петербургски државни универзитет за хлађење и биотехнологију  и Санктпетербуршки економски и технолошки колеџ ДИ Мендељејева .
Универзитет је 2009. године добио статус Националног истраживачког универзитета  и преименован је у Национални истраживачки универзитет ИТМО 2011. 2013. године изабран је да се придружи Пројекту 5–100.
Од 9. јануара 2013. до 3. новембра 2014. у дворишту зграде универзитета на Биржевој линији красила је почаст Стиву Џобсу у виду џиновског iPhone -а.
Универзитет је 26. новембра 2014. године отворио своје представништво у Бриселу .
Од 2014. године универзитет носи назив ИТМО универзитет .

### Хронологија имена
- 1900 - 1917 - Одсек за механику, оптику и часовничарство Књаз-Николајеве стручне школе
- 1917 - 1920 - Петроградска техничка школа за механику, оптику и часовничарство.
- 1920 - 1930 - Петроградска школа за фину механику и оптику
- 1930 - 1992 - Лењинградски институт фине механике и оптике (ЛИФМО)
- 1992 - 1994 - Институт за фину механику и оптику Санкт Петербурга
- 1994 - 2003 - Универзитет за фину механику и оптику Санкт Петербурга
- 2003 - 2011 - Санкт Петербург Државни универзитет информационих технологија, механике и оптике
- 2011 - 2014 - Национални истраживачки универзитет ИТМО
- Од 2014. - Универзитет ИТМО

## Садашњост
Универзитет има вишестепени систем високог образовања: бачелор – 4 године, специјалиста – 5 година, мастер – 2 године, постдипломски – 3-4 године.
Од 2013/14. ИТМО је партнер са универзитетима у Немачкој, Холандији, Пољској, Финској, Француској, између осталих, ради учешћа у међународним образовним програмима „двоструког степена“. ИТМО дипломци ових програма добијају другу диплому са партнерског универзитета.
Универзитет сарађује са великим компанијама из Санкт Петербурга, укључујући Електроприбор, ЛОМО, Институт за метрологију Мендељејева . Универзитет подржава различите стипендије: председника Руске Федерације, Владу Руске Федерације, Владу Санкт Петербурга, специјалне стипендије из математике, физике, ИТ, стипендије истраживачког савета, именске стипендије ЛОМО-а и других компанија. Студенти и особље спроводе истраживачке и пројектне активности самостално и као део програма финансираних од стране државе и међународних уговора, савезних и индустријских програма. Универзитет организује и домаћин такмичења, конгреса (на пример, годишњи „Конгрес младих научника“), форума, истраживачких конференција, укључујући међународне („Сенсорица“, „Фундаментални проблеми оптике“ итд. ). 2013. године универзитет је био једно од места одржавања Руског националног студентског форума .
Универзитет је учествовао у програмима размене студената и инструктора које финансирају организације, укључујући ДААД. ИТМО је члан Асоцијације европских универзитета . Такође сарађује са страним универзитетима, укључујући УЦЛА  и ИТЕСМ .
Универзитет ИТМО је један од два универзитета у Санкт Петербургу - чланови Шангајске организације за сарадњу . Универзитет СЦО нуди укључено учење где студенти раде на основу индивидуалних планова, уче о животу у другој земљи и на тај начин доприносе свом образовању на свом „домаћем“ универзитету. По завршетку студија, студенти Универзитета СЦО добијају редовну диплому и посебан сертификат.
Универзитет је део Асоцијације техничких универзитета Русије и Кине, основане 2011. године, и учествује у заједничким образовним програмима са водећим универзитетима у Кини. Ова некомерцијална организација обједињује техничке универзитете обе земље и омогућава размену студената и инструктора. Првобитно је основан на Харбинском технолошком институту и Техничком универзитету Бауман у Москви .
Неколико пута студенти Универзитета ИТМО освојили су „ Иандек . Алгоритам” првенство у програмирању, у организацији једне од руских интернет компанија. То није студентско такмичење само по себи, већ је отворено за учеснике старије од 17 година. У 2013. угостио је преко 3.000 програмера из 84 земље и неколико великих компанија, укључујући Гоогле, Фацебоок и Вконтакте . Исте године студенти ИТМО-а су освојили злато и сребро, а 2014. – поново злато, а затим још једно злато 2015. године.
ИТМО тим такође редовно учествује на АЦМ ИЦПЦ шампионату у програмирању под генералним спонзорством ИБМ- а од 1997. године. 2013. године универзитет је био домаћин 37. првенства и његов студент је освојио главну награду. Студенти ИТМО освајали су медаље на овом првенству од 1999. године, а од 2004. до 2015. шест пута су били апсолутни победници. Године 2013, након њихове пете победе, Министарство одбране Русије потписало је уговор са Универзитетом ИТМО  за развој софтвера за беспилотне авионе и роботику, да споменемо само неке. Исте године министар Сергеј Шојгу понудио је талентованим студентима посао у научним војним јединицама као алтернативу обавезној војној служби.
Универзитет ИТМО одржава везе са ИТ компанијама. 2011. године Дмитриј Гришин, генерални директор Маил-а. Ру, постао је шеф одељења за интернет технологије који је основала компанија. Касније је реорганизован. У 2012. години, руски програмери који раде за Фејсбук одржали су серију предавања на водећим техничким универзитетима у Русији, укључујући ИТМО. Године 2015. добитник Нобелове награде Жорес Алферов отворио је Међународну годину светлости и светлосних технологија у Санкт Петербургу и одржао отворено предавање на универзитету.
У новембру 2014. године, удружење произвођача софтвера Руссофт објавило је рангирање руских универзитета по степену успешности у обуци ИТ стручњака. Универзитет ИТМО је на првом месту. Отприлике у исто време универзитет је заједно са удружењем одржао конференцију о предностима успешног наступа на међународним такмичењима у програмирању.
Министарство просвете је 2015. године понудило неколико универзитета, укључујући ИТМО, да учествују у Асоцијацији „Национална платформа за отворено образовање” и развију пилот за онлајн образовање са могућношћу да дипломирају по завршетку курсева. Тренутно овај пројекат и даље захтева промене када су у питању лиценце и универзитетске акредитације. Сваки универзитет који учествује мора да представи најмање четири онлајн курса до септембра 2015.
Руски председник Владимир Путин честитао је тиму Универзитета ИТМО шесту победу на АЦМ ИЦПЦ шампионату у програмирању на пленарној седници другог дана Међународног економског форума у Санкт Петербургу у мају 2015.

### Рангирање
У 2022. години, универзитет је рангиран на 365. месту у свету према КС Ворлд Университи Ранкингс-у, а на 601. на Светском ранг-листи универзитета од стране Тимес Хигхер Едуцатион-а . Године 2021. био је рангиран на 718. месту на ранг листи најбољих глобалних универзитета од стране УС Невс &amp; Ворлд Репорт, и на 901. на Академској ранг листи светских универзитета од стране Шангајског универзитета Јиао Тонг .
Универзитет ИТМО је једна од 21 руске високошколске установе које су одабране за учешће у Руском пројекту академске изврсности 5-100, који је 2013. године покренуло Министарство просвете и науке Русије. Циљ пројекта је да најмање пет руских универзитета буде укључено у топ 100 листе три главна међународна рангирања универзитета: Академски ранг светских универзитета, КС Светска ранг листа универзитета и ТХЕ Светска ранг листа универзитета, коју рангира сваке године. агенције СхангхаиРанкинг Цонсултанци, Куацкуарелли Симондс и часопис Тимес Хигхер Едуцатион. Универзитети који учествују у пројекту редовно састављају развојне мапе у којима наводе своје циљеве у погледу унапређења своје позиције на међународним ранг листама. Веће пројекта разматра ове мапе пута и консултује Министарство науке и високог образовања, које заузврат расподељује средства међу универзитетима који учествују. Универзитет ИТМО је био један од најбољих учесника у пројекту; ови универзитети добијају субвенције до 1 милијарде рубаља .
У септембру 2016. године, Универзитет ИТМО је дебитовао на ТХЕ Ворлд Университи Ранкингс у рангу 350-400, и био је рангиран на 56. месту у области рачунарства (али је пао на распон од 101-125 2020. у рачунарским наукама), али је пао на #601 на светској ранг листи 2022. У јуну 2017, ИТМО је дебитовао на КС Ворлд Университи Ранкингс у распону 601-650, али је био рангиран на 901. месту у свету 2022. ИТМО је дебитовао у АРВУ у августу 2018. у распону 801-900. Од почетка 2020. године, Универзитет ИТМО се налазио у 13 ранг-листа предмета које су објавили ТХЕ, КС и АРВУ.
Универзитет је такође укључен у низ других руских и међународних ранг-листа које састављају различите аналитичке агенције, компаније и часописи. Руско издање часописа Форбс од 2018. године објављује своју ранг листу 100 најбољих руских високошколских установа, у којој се Универзитет ИТМО доследно налази међу десет најбољих.
| Рангирање / Година објављивања                                            | 2011  | 2012  | 2013 | 2014                 | 2015                  | 2016                  | 2017                                     | 2018                 | 2019                | 2020                |
| ------------------------------------------------------------------------- | ----- | ----- | ---- | -------------------- | --------------------- | --------------------- | ---------------------------------------- | -------------------- | ------------------- | ------------------- |
| Високо образовање: Свет                                                   |       |       |      |                      |                       | 351-400               | 501-600                                  | 501-600              | 401-500             | 501-600             |
| Високо образовање: Компијутерске науке                                    |       |       |      |                      |                       | 56                    | 76                                       | 71                   | 74                  | 101-125             |
| Високо образовање: Инжињерство и технологија                              |       |       |      |                      |                       |                       | 301-400                                  | 301-400              | 201-250             | 251-300             |
| Високо образовање: Физичке науке                                          |       |       |      |                      |                       |                       | 401-500                                  | 301-400              | 251-300             | 251-300             |
| Високо образовање: Бизнис и економија                                     |       |       |      |                      |                       |                       |                                          |                      |                     | 201-250             |
| Високо образовање: Природне науке                                         |       |       |      |                      |                       |                       |                                          |                      |                     | 301-400             |
| Високо образовање: Растуће економије (before 2018, BRICS & EECA)          |       |       |      |                      |                       | 27 (ranking for 2017) | 27 (ranking for 2017, published in 2016) | 57                   | 53                  | 35                  |
| QS Рангирање светских универзитета                                        |       |       |      |                      |                       |                       | 601-650                                  | 511-520              | 436                 | 360                 |
| QS: Компијутерске науке и информациони системи                            |       |       |      |                      |                       |                       | 351-400                                  | 251-300              | 101-150             | 101-150             |
| QS: Engineering - Electrical & Electronic                                 |       |       |      |                      |                       |                       |                                          | 351-400              | 201-250             | 201-250             |
| QS: Physics & Astronomy                                                   |       |       |      |                      |                       |                       | 351-400                                  | 351-400              | 251-300             | 201-250             |
| QS: Materials Science                                                     |       |       |      |                      |                       |                       |                                          |                      | 301-350             | 251-300             |
| QS: Mechanical, Aeronautical & Manufacturing Engineering                  |       |       |      |                      |                       |                       |                                          |                      | 351-400             | 301-350             |
| QS: Mathematics                                                           |       |       |      |                      |                       |                       |                                          |                      |                     | 351-400             |
| QS: Chemistry                                                             |       |       |      |                      |                       |                       |                                          |                      |                     | 451-500             |
| QS: Art & Design                                                          |       |       |      |                      |                       |                       |                                          |                      | 151-200             |                     |
| QS University Ranking: EECA                                               |       |       |      | 91-100               | 90                    | 81                    | 66                                       | 56                   | 46                  | 36                  |
| QS University Ranking: BRICS                                              |       |       |      | 111-120              | 99                    | 101-110               | 75                                       | 64                   | no longer published |                     |
| Academic Ranking of World Universities (ARWU)                             |       |       |      |                      |                       |                       |                                          | 801-900              | 801-900             | 901-1000            |
| ARWU: Automation & Control                                                |       |       |      |                      |                       |                       |                                          |                      | 76-100              | 76-100              |
| ARWU: Nanoscience & Nanotechnology                                        |       |       |      |                      |                       |                       |                                          | 201-300              | 201-300             | 201-300             |
| ARWU: Materials Science & Engineering                                     |       |       |      |                      |                       |                       |                                          | 301-400              | 301-400             | 401-500             |
| ARWU: Electrical & Electronic Engineering                                 |       |       |      |                      |                       |                       |                                          | 401-500              | 301-400             | 301-400             |
| ARWU: Computer Science & Engineering                                      |       |       |      |                      |                       |                       |                                          |                      |                     | 401-500             |
| ARWU: Management                                                          |       |       |      |                      |                       |                       |                                          |                      |                     | 301-400             |
| ARWU: Telecommunication Engineering                                       |       |       |      |                      |                       |                       |                                          |                      |                     | 151-200             |
| U.S. News Best Global Universities: World                                 |       |       |      |                      |                       |                       | 941                                      | 816                  | 752                 | 718                 |
| U.S. News Best Global Universities: Physics                               |       |       |      |                      |                       |                       | 422                                      | 391                  | 337                 | 311                 |
| U.S. News Best Global Universities: Engineering                           |       |       |      |                      |                       |                       |                                          | 518                  | 399                 | 301                 |
| U.S. News Best Global Universities: Electrical and Electronic Engineering |       |       |      |                      |                       |                       |                                          |                      | 215                 | 139                 |
| U.S. News Best Global Universities: Materials Science                     |       |       |      |                      |                       |                       |                                          |                      | 300                 | 289                 |
| U.S. News Best Global Universities: Chemistry                             |       |       |      |                      |                       |                       |                                          |                      | 606                 | 534                 |
| U.S. News Best Global Universities: Computer Science                      |       |       |      |                      |                       |                       |                                          |                      |                     | 350                 |
| U.S. News Best Global Universities: Nanoscience and Nanotechnology        |       |       |      |                      |                       |                       |                                          |                      |                     | 164                 |
| Webometrics: World                                                        |       |       |      | 1399/985 (Jan./Jul.) | 1049/1019 (Jan./Jul.) | 996/864 (Jan./Jul.)   | 836/831 (Jan./Jul.)                      | 783/1367 (Jan./Jul.) | 652/692 (Jan./Jul.) | 723/969 (Jan./Jul.) |
| Webometrics: BRICS                                                        |       |       |      | 139(Jul.)            | 166/135 (Jan./Jul.)   | 100/97 (Jan./Jul.)    | 61/118 (Jan./Jul.)                       | 100/221 (Jan./Jul.)  | 83/90 (Jan./Jul.)   | 98/147 (Jan./Jul.)  |
| Webometrics: Russia                                                       |       |       |      | 13/8 (Jan./Jul.)     | 9/6 (Jan./Jul.)       | 7/6 (Jan./Jul.)       | 6/6 (Jan./Jul.)                          | 6/11 (Jan./Jul.)     | 4/5 (Jan./Jul.)     | 6/13 (Jan./Jul.)    |
| Round University Ranking: World                                           |       |       |      |                      | 587                   | 485                   | 475                                      | 495                  | 445                 | 360                 |
| Round University Ranking: Technical Sciences                              |       |       |      |                      | 340                   | 287                   | 190                                      | 159                  | 168                 | 92                  |
| Round University Ranking: Natural Sciences                                |       |       |      |                      | 413                   | 346                   | 382                                      | 432                  | 393                 | 413                 |
| Round University Ranking: Life Sciences                                   |       |       |      |                      |                       | 538                   | 394                                      | 299                  | 427                 | 413                 |
| Round University Ranking: Social Sciences                                 |       |       |      |                      |                       |                       | 371                                      | 292                  | 399                 | 469                 |
| Round University Ranking: Humanities                                      |       |       |      |                      |                       |                       |                                          | 442                  | 258                 | 513                 |
| Round University Ranking: Countries Ranking (Russia)                      |       |       |      |                      | 14                    | 8                     | 9                                        | 10                   | 9                   | 6                   |
| Three University Missions Moscow International University Ranking         |       |       |      |                      |                       |                       |                                          | 245                  | 243                 | 219                 |
| Interfax: Russia                                                          | 27-29 | 18-22 | 17   | 17                   | 15                    | 12                    | 7                                        | 9                    | 9-10                | 11                  |
| RAEX (before 2015, Expert Ranking Agency)                                 |       | 23    | 23   | 22                   | 22                    | 19                    | 19                                       | 15                   | 14                  | 13                  |

## Структура, универзитетски институти и катедре
- Институт за дизајн и урбанистичке студије
- Институт за транслациону медицину

| - Department of Higher Qualification Expert Training - Department of Computer Technologies and Control Systems - Department of Control Systems and Industrial Robotics - Department of Software Engineering and Computer Systems - Department of Information Security and Computer Technologies - Information Technologies and Programming Department - Department of Infocommunication Technologies - Department of Photonics and Optical Information - Department of Laser and Light Engineering - Department of Technological Management and Innovations - Institute of International Development and Partnership - Department of Cryogenic Techniques and Air Conditioning | - Department of Food Biotechnologies and Engineering - Department of International Business and Law - Department of Management and Automation Controls - Department of Natural Sciences - Department of Integrated Military Education - Department of Distance Education - Department of Secondary Vocational Education - Department of Career Development and Pre-Entry Preparatory Training - Department of Advanced Training of Teachers |

## Вођење
Од 1996. године ректор универзитета је заслужни научник Руске Федерације, председник Ректорског савета Санкт Петербурга (2004), потпредседник Руског савеза ректора (2006), дописни члан Руске академије просвете, дописни члан Руске академије наука, доктор техничких наука, професор Владимир Васиљев.

## Истраживања и партнерства
Универзитет ИТМО сарађује на истраживачким и иновационим пројектима са неколико великих руских компанија, укључујући ЛОМО, Институт за метрологију ДИ Мендељејева (ВНИИМ), Тецхприбор, Електроприбор, итд  Универзитет је потписао споразум о стварању Северозападног центра за трансфер технологије који би постао један од 12 нано центара широм Русије. Првобитно је требало да буде у граду Гатчина . 2015. године отворен је у Санкт Петербургу на Малоокхтенском проспекту . Још један заједнички пројекат са Руснаном је „Инноград науке и технологије“. Очекивало се да ће бити отворен до 2019. године у сателитском граду Јужни. Руснано је у своју опрему уложио 690 милиона рубаља. Планирано је да изградња почне 2015. године у граду Пушкин, у близини Санкт Петербурга.
Године 2012. требало је да се отвори комуникациони центар „ Сколково ” у кампусу бившег Института за хлађење и биотехнологију ИТМО, али су планови измењени. Исте године универзитет је потписао меморандум са РСВ Вентуре Партнерс Фоундатион  о оснивању фонда од 6 милиона долара за ИТ стартапове. У 2013. години, Фонд за развој интернет иницијатива понудио је Универзитету ИТМО да сарађује у отварању регионалних акцелератора за подршку комерцијално обећавајућим интернет стартаповима.
Универзитетска листа међународних партнера током година укључује Генерал Моторс Цорп., ППГ, Самсунг Елецтро-Мецханицс, Нокиа и друге.
У истраживању учествују студенти и запослени са преко 80 одељења. Многи од њих раде у „малим иновативним предузећима“, или стартапима, који се налазе у ИТМО технопарку на Биржевој Линији, нудећи приступ високотехнолошкој опреми.
У оквиру Пројекта 5–100, Технопарк је 2015. године отворио цоворкинг простор под називом ФабЛаб , који је такође нудио садржаје и ресурсе, укључујући 3Д штампач, ласерски гравер, глодалицу итд  Опрема се нуди бесплатно стручњацима и студентима Универзитета ИТМО.

### Програм Националног истраживачког универзитета
Универзитет је 2009. године добио статус Националног истраживачког универзитета. То подразумева спровођење истраживања у областима које се сматрају кључним за развој руске привреде, укључујући ИТ, фотонику, оптоинформатику и урбану науку.

### Међународни истраживачки центри
Као део Пројекта 5–100, универзитет је створио међународне истраживачке центре за спровођење заједничких истраживања између научника у ИТМО и њихових колега у иностраним истраживачким и образовним центрима. До 2014. године универзитет је основао 49 таквих субјеката са сучелницима из Сједињених Држава, Уједињеног Краљевства, Немачке, Аустралије, Кине, итд.
У циљу јачања државне подршке развоју науке и иновација у високом образовању и побољшања квалитета високог образовања, Влада Руске Федерације је 9. априла 2010. године установила новчане грантове који су стављени на располагање на конкурсној основи за подршку научноистраживачких пројеката које реализују светски научници на руским високошколским установама. Од око 507 пријава, 39 је добило средства, укључујући две са Универзитета ИТМО. Универзитет ИТМО је 2013. године освојио још два мега-гранта Министарства просвете и науке Руске Федерације.
| Година | Држава           | Водећи научник        | Област науке                                | Област истраживања                                                            |
| ------ | ---------------- | --------------------- | ------------------------------------------- | ----------------------------------------------------------------------------- |
| 2010   | Аустралија       | Проф. Иури С. Кивсхар | Стање                                       | Метаматеријал                                                                 |
| 2010   | Низоземска       | Проф. Петер Слоот     | Информационе технологије и рачунарске науке | Обећавајућа рачунарска наука                                                  |
| 2013   | Француска        | Проф. Ромео Ортега    | Рачунарске и информационе науке             | Робустан и прилагодљив систем управљања, комуникације и рачунарства           |
| 2013   | Ирска            | Проф. Иурии Гун'ко    | Нанотехнологије                             | Анизотропни и оптички активни наноструктури                                   |
| 2016   | Америка          | Проф. Анвар Закхидов  | Нанотехнологије, метаматеријали             | Органско-неоргански материјали са интегрисаним нанофотонским структурама      |
| 2016   | Велика Британија | Проф. Моррис Сколник  | Квантна механика                            | Хибридна стања светлосне материје у нискодимензионалним квантним материјалима |

### Мала иновативна предузећа (старт-ап)
Од 15. августа 2009. године руски универзитети могу да формирају мала иновативна предузећа у складу са Федералним законом бр. 217 од 2. августа 2009. Н 217-ФЗ „О изменама и допунама одређених законских аката Руске Федерације о оснивању буџетских научних и образовних институција, привредних субјеката ради практичне примене (имплементације) резултата интелектуалне делатности“.
До 2015. Универзитет ИТМО постао је лансир за 43 мала иновативна предузећа. Посебно одељење је намењено да им помогне у проналажењу средстава, пружа правну подршку за регистрацију, тражење партнера, смештај у Технопарк универзитета и бизнис инкубатор. Остале врсте подршке обухватају образовне иницијативе: часове социјалног предузетништва и пројеката, школа прикупљања средстава ФундИТ, обуку о меким вештинама, предавања из маркетинга и менаџмента, интердисциплинарне семинаре Браинекплаин, као и предавања гостујућих стручњака.
Универзитет одржава годишњи међународни форум на којем његови партнери и пословни актери расправљају о питањима трансфера технологије и развоја екосистема иновација. Остале манифестације су фестивал социјалног предузетништва Архивирано на веб-сајту  (17. октобар 2021), такмичење друштвено вредних пројеката „Потребан си људима!“, и пословна игра „Маркетинг иновација“».
Универзитет ИТМО је од 2015. године развијао мрежу стартап акцелератора у руским регионима у оквиру програма за развој истраживачког и предузетничког потенцијала руских универзитета „ЕУРЕЦА“ и у партнерству са Фондацијом САД Русија и Универзитетом Калифорније, Лос Анђелес (УЦЛА ). Да би промовисао изградњу иновативног екосистема из темеља, ИТМО се удружио са „Ксмас Вентурес“ и Политехничким универзитетом у Санкт Петербургу како би успоставио Демола Иновациони центар у Санкт Петербургу, једини у Русији.
Немачка компанија САП СЕ била је кључна у подршци стартапима универзитета. Оно што је почело заједничким догађајима у пословном инкубатору и акцелераторским програмима 2013. прерасло је у партнерство.

### Акцелератори
У пролеће 2015. године, Универзитет ИТМО је покренуо акцелератор Футуре Тецхнологиес за стартапове у инструментацији, роботици, оптици и фотоници, биотехнологији и енергетској ефикасности. Организатори су се надали да ће у будућности привући компаније које се баве новим материјалима и алтернативном енергијом. Полазници добијају тромесечни курс обуке, као и бесплатан канцеларијски простор, материјал и консултације са стручњацима за истраживање и пословање. Они се могу пријавити за грант од 300.000 рубаља који покрива трошкове истраживања и развоја. У првој сесији за учешће је изабрано 10 компанија од 70 пријављених. Крајем јуна стартапи су своје пројекте представили на међународној конференцији Русија-ЕУ Стартуп Матцх-макинг Евент у Бриселу.
СумИТ стартуп акцелератор се одржава на универзитету сваких шест месеци од 2012. Првих десет тимова са претходних сесија из Русије, Финске, Француске и САД обезбедило је финансирање од 20.000 до 200.000 долара , а неколико се сместило у стартап акцелератор iDealMachine .

### Светско првенство у програмирању
Универзитет ИТМО је 2004. године остварио своју прву победу на Међународном такмичењу у универзитетском програмирању АЦМ-ИЦПЦ, а до 2017. постао је први у историји седмоструки победник такмичења.
Универзитет ИТМО је 2013. године био први руски универзитет који је био домаћин финала АЦМ-ИЦПЦ. У селекцијским круговима учествовало је око 120 тимова који представљају 2.322 универзитета из 36 земаља. Русију је представљало 15 студентских екипа. Универзитет ИТМО остварио је победу у финалу.
| Година | Место одржавања финала         | Место одржавања           | Тим                                                  | Тренер           |
| ------ | ------------------------------ | ------------------------- | ---------------------------------------------------- | ---------------- |
| 2019   | Порто, Португал                | 17. место                 | Станислав Наумов, Роман Коробков, Иља Подуременних   | Андреј Станкевич |
| 2018   | Пекинг, Кина                   | 9. место, бронзана медаља | Иља Збан, Иван Белоногов, Михаил Путилин             | Андреј Станкевич |
| 2017   | Рапид Сити, Јужна Дакота, САД  | 1. место, златна медаља   | Владимир Смикалов, Иван Белоногов, Иља Збан          | Андреј Станкевич |
| 2016   | Пукет, Тајланд                 | 7. место, Сребрна медаља  | Антон Ковшаров, Владимир Смикалов, Адам Бардашевич   | Андреј Станкевич |
| 2015   | Маракеш, Мароко                | 1. место, златна медаља   | Генадиј Короткевич, Борис Минајев, Артем Васиљев     | Андреј Станкевич |
| 2014   | Јекатеринбург, Русија          | 9. место, бронзана медаља | Борис Минаев, Артем Васиљев, Адам Бардашевич         | Андреј Станкевич |
| 2013   | Санкт Петербург, Русија        | 1. место, златна медаља   | Михаил Кевер, Генадиј Короткевич, Нијаз Нигматулин   | Андреј Станкевич |
| 2012   | Варшава, Пољска                | 1. место, златна медаља   | Евгениј Капун, Михаил Кевер, Нијаз Нигматулин        | Андреј Станкевич |
| 2009   | Стокхолм, Шведска              | 1. место, златна медаља   | Владислав Исенбаев, Максим Буздалов, Евгениј Капун   | Андреј Станкевич |
| 2008   | Банф, Канада                   | 1. место, златна медаља   | Дмитриј Абдрашитов, Дмитриј Парашченко, Федор Царев  | Андреј Станкевич |
| 2007   | Токио, Јапан                   | 3. место, златна медаља   | Искандер Акишев, Михаил Дворкин, Роман Сатјуков      |                  |
| 2005   | Шангај, Кина                   | 3. место, златна медаља   | Павел Маврин, Сергеј Оршанскиј, Дмитриј Павлов       | Андреј Станкевич |
| 2004   | Праг, Чешка                    | 1. место, златна медаља   | Дмитриј Павлов, Павел Маврин, Сергеј Оршански        | Андреј Станкевич |
| 2003   | Беверли Хилс, Калифорнија, САД | 3. место, златна медаља   | Тимофеј Бородин, Александар Штучкин, Евгениј Јујаков |                  |
| 2001   | Ванкувер, Канада               | 3. место, златна медаља   | Георгиј Корнејев, Денис Кузњецов, Андреј Станкевич   |                  |
| 2000   | Орландо, Флорида, САД          | Сребрна медаља            | Георгиј Корнејев, Денис Кузњецов, Андреј Станкевич   |                  |
| 1999   | Ајндховен, Холандија           | 3. место, златна медаља   | Александар Волков, Матвеј Казаков, Владимир Левкин   |                  |

## ИТМО Highpark
Универзитет је 2017. године покренуо пројекат ИТМО Хигхпарк, који подразумева стварање истраживачког, образовног и иновационог центра са другим кампусом универзитета као језгром. Будући кампус ће се налазити на југу Санкт Петербурга, у близини аеродрома Пулково . Предлог универзитетске управе подржали су губернатор Санкт Петербурга и руска влада. Премијер Дмитриј Медведев је 13. октобра 2017. године потписао одговарајућу извршну наредбу; 17. октобра званично је објавио почетак пројекта на форуму Отворене иновације .
Други кампус Универзитета ИТМО, заједно са Техно долином и пословним парком, налазиће се на површини од 87 хектара. Други кампус, који ће укључивати академску зграду, три истраживачка центра, студентски клуб, спортски објекат, студентске домове и научни музеј, простираће се на површини од 41 хектар, а укупна површина свих унутрашњих простора износи око 100.000 m². Кампус ће бити дом ИТМО-ових магистарских и докторских програма који су фокусирани на примењено истраживање и његову комерцијализацију. Зграде универзитета у центру Санкт Петербурга остаће у употреби за бацхелор програми и мастер програми фокусирани на фундаменталне науке.
Описана је Техно долина  као „место за објекте научне, иновативне и производне инфраструктуре основане од стране предузећа и стартапа“. Његова укупна површина износиће 16 хектара. У будућности се планира да постане Центар за иновативна истраживања и технологије (ИРТЦ), који ће нудити пореске олакшице предузећима. Пословни парк ће бити место Националног центра за урбанистичке студије, Центра за обраду података, бизнис инкубатора и разних других објеката пословне и културне инфраструктуре. Укупна површина додељена пословном парку је 4 хектара.
До 2024. очекује се да ће 3.600 студената студирати у ИТМО Хигхпарку; Каже се да кампус обезбеђује 12.000 радних места и угошћује 5 иновативних производних објеката и приближно 50 међународних лабораторија.
Научно подручје фокуса пројекта је у примењеним истраживањима и областима као што су интелигентне технологије, сајберфизички системи, фотоника, квантне технологије и биохемија. Области активности резидентних предузећа ће имати за циљ развој тржишта урбаних студија, сигурних/паметних градова, истраживања нових територија, екстремних окружења и виртуелних светова и креативних индустрија.
Трошкови ИТМО Хигхпарка се процењују на више од 41 милијарду рубаља; Од тог износа, 53% је уложено из савезног буџета, 12% из градског буџета, а 35% обезбеђено је од стране приватних инвеститора.
У 2019. години, архитектонски концепт ИТМО Хигхпарк-а, који су развили руски и британски архитекти, ушао је у ужи избор за награду Светског фестивала архитектуре, једну од најпрестижнијих награда у области архитектуре.
У мају 2020. Влада Санкт Петербурга је одобрила план прве фазе изградње ИТМО Хигхпарка. Очекује се да изградња почне крајем 2020. - почетком 2021. године. Прва фаза, која укључује главну академску зграду, дом, студентски клуб, музеј науке и уличну инфраструктуру, требало је да буде завршена 2022. године. Друга фаза (која обухвата истраживачке центре, други студентски дом, спортски објекат и бизнис инкубатор у склопу Техно долине) требало је да буде завршена до краја 2023. године; трећа фаза (обухвата Национални центар за урбанистичке студије, Центар за обраду података, бизнис инкубатор у оквиру Бизнис парка и друштвену инфраструктуру Јужног) требало је да буде завршена 2027.

## Издаваштво, библиотека, музеј

### Издаваштво
Поред помагала за обуку, Универзитет ИТМО производи разне публикације. Да би прославио 100. годишњицу универзитета 2000. године покренуо је две серије књига: „Национални истраживачки универзитет ИТМО: Године и људи“ и монографије „Изванредни људи Универзитета ИТМО“.
Званичне новине „ИТМО Универзитет” штампају се од 1931. године. Покренут као „Нови таленат“, мењао је име неколико пута током времена: „За прецизну инструментацију“, „Крађор инструмената“, „Нови таленат за инструментацију“. Године 1956. заустављен је због смањења буџета и поново се појавио 1994. као „Технички универзитет ИТМО“, али није редовно произведен. 2013. излазио је два пута годишње. Од 2015. постао је месечник, са изузетком летњих месеци, и нуди проширену верзију на мрежи.
Научни часописи
- „Зборник радова високошколских установа. Инструментација.” Часопис је био међу научним публикацијама које је покренуло Министарство високог образовања 1957. године. Први број „Зборник радова универзитета СССР – инструментација” изашао је јануара 1958. Године 1991. излазило је око 3.000 примерака 12 бројева годишње и испоручивано уз претплату. Године 1992. тираж је нагло опао и до 1997. године излазило је само 9 бројева годишње. Од 2015. враћа се на 12 бројева годишње.[171]
- „Научно-технички лист за информатику, механику и оптику. Првобитно покренут 1936. године, поново је успостављен 2001. године. 2011. године добио је садашње име. Излази 6 пута годишње и индексира се.[172]
- „Наносистеми: физика, хемија, математика. 6 бројева годишње. Индексирано.[173]
- „Оптички часопис“. Покренут 1931. 12 бројева годишње. Индексирано.[174]
- „Научни часопис НРУ ИТМО.“ Серија "Технологија хлађења и климатизација." Електронско издање излази два пута годишње. Лансиран 2007. године. Од 2013. под називом „Часопис Института за хлађење и биотехнологију“.
- „Научни часопис НРУ ИТМО.“ Серија „Процеси и опрема за прераду хране“. Електронско издање излази четири пута годишње. Покренут 2006. године као зборник радова, постао је научни часопис 2008. године. Пре 2013. носио је назив „Часопис Института за хлађење и биотехнологију“. Индексирано.
- „Научни часопис НРУ ИТМО.“ Серија „Економија и еколошки менаџмент“. Електронско издање излази четири пута годишње. Лансиран 2007. године. Пре 2013. носио је назив „Часопис Института за хлађење и биотехнологију“. Индексирано.

### Библиотека
Универзитет је члан Библиотечког удружења Русије, Библиотечког друштва Санкт Петербурга, Националног конзорцијума за електронске информације и Асоцијације регионалних библиотечких конзорцијума . Библиотека Универзитета ИТМО нуди приступ руским и страним пуним текстовима и референтним електронским изворима, укључујући Веб of Сциенце, Цонференце Процеедингс Цитатион, Journal Цитатион Репортс, Сцопус, СциенцеДирецт, Спрингер, АЦМ, ОСА, СПИЕ, еЛибрари, итд 
1900. година се сматра годином оснивања библиотеке. До 1925. године имао је 2.600 књига, а до 1945. године – преко 90.000. У почетку је библиотека била смештена у згради у Переулок Гривтзова. Током Другог светског рата евакуисана је у Черепаново и враћена реевакуацијом. Године 1970. добио је наменски простор у главној згради универзитета у улици Саблина.
Библиотека је 1998. године формирала одељење за компјутеризацију библиотечких процеса и усвојила библиотечко-информациони систем „Ирбис”. Универзитет је 2002. године добио грант од Националног фонда за развој кадрова за „Унапређење управљања библиотечким ресурсима и формирање отвореног образовног окружења универзитета“. Библиотека је од 2015. године радила на формирању електронског каталога.
Библиотека Факултета за више образовање постала је одељење матичне библиотеке 2003. године и садржи књиге бившег Машинског факултета број 1 који се те године спојио са универзитетом. Читаоци који су боравили у Лењинграду током опсаде Другог светског рата поклонили су факултету прве књиге 1945. До 2000. године, садржао је преко 44.000 књига и нарастао је на 56.000 до 2008. уз додатак библиотеке Марине Инструментатион Цоллеге.
Библиотека је 2005. године преузела збирку из библиотеке Државног оптичког института, која датира из 1918. године. Библиотека Државног оптичког института је 1974. године добила статус збирке о оптици и оптичкој инструментацији од државног значаја и постала је ресурс за неколико универзитетских библиотека као и за индустрију. Библиотека је 2006. године добила преко 10.000 књига од Академије за менаџмент која је такође постала део универзитета. 2011. године добија и књиге из библиотеке Института за хлађење и прераду хране која датира из 1931. године, преживела је опсаду и до 1980. године садржала преко 550.000 књига и преко милион до спајања.

### Музеји
Универзитет ИТМО има три музеја. „Музеј историје Универзитета ИТМО” налази се у згради у Переулоку Гривтзова.
Музеј оптике основан је 2006. године и налази се на првом спрату куће Елисејев на Биржевој Линији. Уз подршку Хеленског института за холографију, Универзитет ИТМО отворио је изложбу „Магија светлости“ 2015. године. Кућа Елисејев је одабрана за изложбу јер је у њој некада била канцеларија проф. Денисук, оснивач холографије слика. Садржи преко 200 холограма, укључујући ОптоЦлонес Империал Фаберге јаја, Оцулус Рифт наочаре за виртуелну стварност и још много тога. У унутрашњем дворишту се налази Лук Аетерна Ласер Тхеатре .
Музеј Института за хлађење и биотехнологију, који датира из 1936. године, налази се у историјској згради у Ломоносовој улици.
Универзитет је 2012. године победио на конкурсу Комитета за инвестиције за израду концепта интерактивног музеја науке и технологије који ће бити изграђен на тлу некадашњег трамвајског парка на острву Васиљевски .
У Лакхта центру, ИТМО универзитет је од 2013. године градио један од највећих дечјих научних музеја у земљи, површине око 7.000 квадратних метара, уз подршку владе Санкт Петербурга.

## Студентски живот
Универзитет има студентске уније, укључујући оне за стране студенте, студентске клубове, студентски оркестар, студентски радио, студентско научно друштво и волонтерски центар. Многе од ових организација окупљају се у цоворкинг просторима око кампуса. Студенти могу користити ове просторе за сопствене пројекте, али неки, као што је СумИТ, захтевају претходни интервју.
Универзитет има две скупштинске сале које могу да приме до 500 људи свака. Остали простори за активности укључују звучно изоловану салу за часове певања, студио за аудио снимање, студио за интернет радио „Мегабајт” и редакцију часописа „NewTone”.

### Смештај
Универзитет нуди смештај у шест студентских домова. У зависности од индивидуалних околности студента, смештај се такође може обезбедити у интер-универзитетском студентском кампусу на Новоизмаиловскии Проспецт, 16.

### Главна зграда
| Campus and dorms - Kronverksky prospect, d. 49 - Birzhevaya linia, d. 4 - Birzhevaya linia, d. 16 - Birzhevaya linia, d. 14 - Grivtsova per.,d. 14-16 - Pesochnaya nab., d. 14 - Chaikovskogo ul., d. 11/2 - Gastello ul., d. 12 - Kadetskaya Linia V.О., d. 3,k.2 - Novoizmailovsky prospect, d. 34, k. 3 | - Vyazemsky per., d. 5-7 - 2 Komsomolskaya ul., d. 5 - 2 Komsomolskaya ul, d. 7, k. 1 - Serebristiy bul., d. 29, k. 1 - Khrustalnaya ul, d. 14 - Lomonosova ul, d. 9 - Alpiysky per., d. 15,k.2 - Belorusskaya ul, d. 6 - Lensoveta ul, d.23 |

### Спорт
Универзитет има своју спортску инфраструктуру. Спортски клубови се налазе у Вјаземском переулоку и Ломоносовој улици, а поред главне зграде постоји и спортски терен. Универзитет такође поседује рекреативни објекат Јагодное, који се налази поред језера Берестовое, у близини Лосева, у Лењинградској области .
Универзитетски футсал тим освојио је сребрну медаљу на шампионату „Златне лиге“ 2013. и освојио бронзу 2015.
Од 2014. ректор универзитета Владимир Васиљев води серију бициклистичких вожњи за студенте и особље у околини острва Крестовски, сваке две године.

## Рушење зграде
16. фебруара 2019. више извора вести известило је о урушавању зграде у једној од зграда Универзитета ИТМО у Ломоносовој улици 9. Први извештаји су указивали на то да су четири спрата зграде – спратови од два до пета – срушена. Евакуисано је 80 људи, а на лицу места су биле екипе Хитне помоћи. Друге новинске куће су првобитно објавиле да је до урушавања дошло као резултат грађевинских радова у згради.

## Уважени доктори
- Аскар Акајев, киргиски професор, страни члан Руске академије наука (2000), председник Киргиске Републике, дипломирао је на ЛИТМО (1968)
- Вилфред Џозеф Гудман, доктор електротехнике ( Стенфорд универзитет), бивши председник Америчког оптичког друштва (ОСА), бивши председник Међународне комисије за оптику (ИЦО), бивши главни уредник ОСА
- Јуриј Денисјук, члан Руске академије наука, дипломац ЛИТМО (1954), један од оснивача оптичке холографије
- Роберт Еллиот Кахн, амерички изумитељ протокола ТЦП и ИП, који су у основи функционисања Интернета
- Иља Клебанов, овлашћени представник Председник у Северозападном федералном округу (2003-2011), генерални директор АД " ЛОМО " (1992-1997)
- Бертранд Меиер, француски професор, шеф софтверског инжењерства у ЕТХ Цириху
- Mikhail Miroshnikov [], научни консултант Катедре за компјутерску фотонику
- Gury Petrovsky [], професор, генерални директор Државног оптичког института Вавилов (1994-2002)
- Dmitry Vasilyevich Sergeyev [], први заменик губернатора Санкт Петербурга, дипломирани ЛИТМО (1963)
- Бјарне Строуструп, дански професор Тексашког А&amp;М универзитета, магистар рачунарских наука, Универзитет у Архусу, оснивач језика C++
- Јосепх Феликсбергер, доктор наука, шеф примењене технологије Дегусса, ПЦИ Аугсбург
- Дале Фуллер, амерички председник и извршни директор Борланд Лабс, Инц.
- Гунтер Хиун, професор, др, декан Машинског факултета Тецхнисцхе Университат Илменау
- Тони Хоаре, Британац, један од оснивача дискретне математике, аутор алгоритма Куицксорт, теорије комуницирања секвенцијалних процеса (ЦСП), Хоаре логике, која се широко користи за верификацију софтвера
- Џон Едвард Хокрофт, амерички специјалиста за компјутерске науке на Универзитету Корнел
- Јанг Шичин, ректор Харбинског технолошког института 1985–2002.
- Клаус-Петер Цохер, професор технолошког факултета Машинског факултета Тецхнисцхе Университат Илменау
- Никлаус Вирт, швајцарски професор информатике, почасни доктор наука